# 西田隆男
西田 隆男（にしだ たかお、1901年〈明治34年〉10月13日 - 1967年〈昭和42年〉9月21日）は、日本の実業家、政治家。衆議院議員（1期）、参議院議員（2期）、労働大臣（第10代）。

## 来歴
福岡県嘉穂郡稲築町（現嘉麻市）に生まれる。1924年早稲田大学専門部法科を卒業。炭鉱夫から身を起こし、やがて筑前炭鉱・第二筑前炭鉱の経営者となる。1947年、第23回衆議院議員総選挙に旧福岡2区より立候補し当選。民主党に所属する。炭鉱国管疑獄では、1948年衆議院不当財産取引調査委員会に証人喚問されている。その後、参議院福岡県選挙区に転じ2回当選。国民民主党解党後の改進党結党には参加せず、院内会派民主クラブに参加した。民主クラブ解散後は、緑風会に移った。
政界入り当初は芦田均に近かった。やがて同じ筑豊の同業ライバルである麻生太賀吉が吉田茂側近として頭角を顕すと、これに対抗するため鳩山一郎や三木武吉の新党運動（日本民主党）に接近し、巨額の資金提供を行ったといわれている。1954年第1次鳩山一郎内閣で行政管理庁長官兼自治庁長官、1955年第2次鳩山一郎内閣で労働大臣として入閣。
1967年9月21日死去、65歳。死没日をもって勲二等旭日重光章追贈、正八位から従三位に叙される。